# Gran Premio motociclistico di Svezia 1990
Il Gran Premio motociclistico di Svezia è stato il dodicesimo appuntamento del motomondiale 1990. Si è svolto il 12 agosto sul circuito di Anderstorp e vi hanno gareggiato le classi 125, 250 e 500 oltre alla classe sidecar.
Le vittorie nelle tre gare in singolo disputate sono state di Wayne Rainey in 500, Carlos Cardús in 250 e Hans Spaan in 125, mentre tra i sidecar si è imposto l'equipaggio Alain Michel/Simon Birchall.
Questa edizione si sarebbe poi rivelata essere l'ultima presenza del Gran Premio motociclistico di Svezia nel calendario del motomondiale, dopo 22 edizioni disputate.

## Classe 500
Lo statunitense Wayne Rainey ha ottenuto il suo sesto successo della stagione e ha ora 47 punti di vantaggio in classifica generale sul connazionale Kevin Schwantz qui costretto al ritiro dopo essere partito dalla pole position.
Come in altre occasioni quest'anno, i piloti classificati sono stati inferiori a 15 e non sono stati assegnati tutti i punti disponibili.

### Arrivati al traguardo
| Pos. | Pilota               | Moto   | Tempo     | Griglia | Punti |
| ---- | -------------------- | ------ | --------- | ------- | ----- |
| 1    | Wayne Rainey         | Yamaha | 46.01.689 | 4       | 20    |
| 2    | Eddie Lawson         | Yamaha | 46.02.838 | 3       | 17    |
| 3    | Wayne Gardner        | Honda  | 46.05.253 | 2       | 15    |
| 4    | Michael Doohan       | Honda  | 46.24.024 | 6       | 13    |
| 5    | Niall Mackenzie      | Suzuki | 46.51.022 | 5       | 11    |
| 6    | Carl Fogarty         | Honda  | 47.09.662 | 13      | 10    |
| 7    | Jean-Philippe Ruggia | Yamaha | 47.10.530 | 10      | 9     |
| 8    | Juan Garriga         | Yamaha | 47.22.120 | 7       | 8     |
| 9    | Alex Barros          | Cagiva | 1 giro    | 12      | 7     |
| 10   | Ron Haslam           | Cagiva | 1 giro    | 11      | 6     |
| 11   | Marco Papa           | Honda  | 1 giro    | 14      | 5     |
| 12   | Cees Doorakkers      | Honda  | 2 giri    | 16      | 4     |
| 13   | Peter Lindén         | Honda  | 2 giri    | 15      | 3     |

### Ritirati
| Pilota         | Moto   | Motivo | Griglia |
| -------------- | ------ | ------ | ------- |
| Randy Mamola   | Cagiva |        | 8       |
| Kevin Schwantz | Suzuki |        | 1       |
| Eero Kuparinen | Honda  |        | 18      |
| Andreas Leuthe | Honda  |        | 17      |

### Non partito
| Pilota           | Moto   | Motivo | Griglia |
| ---------------- | ------ | ------ | ------- |
| Christian Sarron | Yamaha |        | 9       |

## Classe 250
Con la vittoria della gara, terza dell'annata, lo spagnolo Carlos Cardús aumenta il vantaggio in classifica sul diretto inseguitore John Kocinski, giunto in questa occasione al secondo posto.

### Arrivati al traguardo
| Pos. | Pilota             | Moto    | Tempo     | Griglia | Punti |
| ---- | ------------------ | ------- | --------- | ------- | ----- |
| 1    | Carlos Cardús      | Honda   | 40.03.639 | 6       | 20    |
| 2    | John Kocinski      | Yamaha  | 40.03.719 | 1       | 17    |
| 3    | Masahiro Shimizu   | Honda   | 40.03.938 | 11      | 15    |
| 4    | Luca Cadalora      | Yamaha  | 40.04.023 | 4       | 13    |
| 5    | Helmut Bradl       | Honda   | 40.05.443 | 2       | 11    |
| 6    | Jacques Cornu      | Honda   | 40.07.828 | 3       | 10    |
| 7    | Martin Wimmer      | Aprilia | 40.19.018 | 7       | 9     |
| 8    | Wilco Zeelenberg   | Honda   | 40.21.467 | 5       | 8     |
| 9    | Àlex Crivillé      | Yamaha  | 40.21.566 | 8       | 7     |
| 10   | Dominique Sarron   | Honda   | 40.21.572 | 9       | 6     |
| 11   | Loris Reggiani     | Aprilia | 40.43.710 | 10      | 5     |
| 12   | Alberto Puig       | Yamaha  | 40.53.439 | 12      | 4     |
| 13   | José Barresi       | Yamaha  | 41.07.242 | 24      | 3     |
| 14   | Kevin Mitchell     | Yamaha  | 41.07.398 | 23      | 2     |
| 15   | Renzo Colleoni     | Aprilia | 41.07.479 | 22      | 1     |
| 16   | Andreas Preining   | Honda   | 41.12.488 | 20      |       |
| 17   | Didier de Radiguès | Aprilia | 41.34.467 | 14      |       |
| 18   | Alberto Rota       | Aprilia | 41.34.737 | 26      |       |
| 19   | Hans Becker        | Yamaha  | 41.40.806 | 30      |       |
| 20   | Urs Jücker         | Yamaha  | 41.40.815 | 29      |       |
| 21   | Erich Neumair      | Yamaha  | 41.40.960 | 28      |       |

### Ritirati
| Pilota            | Moto     | Motivo | Griglia |
| ----------------- | -------- | ------ | ------- |
| Adrien Morillas   | Aprilia  |        | 15      |
| Jorge Martínez    | JJ Cobas |        | 21      |
| Harald Eckl       | Aprilia  |        | 18      |
| Heinz Schmid      | Honda    |        | 31      |
| Bernard Haenggeli | Aprilia  |        | 27      |
| Andrea Borgonovo  | Aprilia  |        | 13      |
| Jochen Schmid     | Honda    |        | 19      |
| Peter Lindén      | Honda    |        | 25      |
| Paolo Casoli      | Yamaha   |        | 16      |

## Classe 125
Gara molto combattuta quella della 125, con i primi 10 piloti giunti al traguardo nello spazio di meno di tre secondi; si è imposto l'olandese Hans Spaan davanti ai due piloti italiani Alessandro Gramigni e Doriano Romboni; nella classifica provvisoria comandano l'italiano Loris Capirossi e il tedesco Stefan Prein, con 13 punti di vantaggio su Spaan.

### Arrivati al traguardo
| Pos. | Pilota              | Moto      | Tempo     | Griglia | Punti |
| ---- | ------------------- | --------- | --------- | ------- | ----- |
| 1    | Hans Spaan          | Honda     | 39.33.943 | 2       | 20    |
| 2    | Alessandro Gramigni | Aprilia   | 39.34.835 | 14      | 17    |
| 3    | Doriano Romboni     | Honda     | 39.34.901 | 4       | 15    |
| 4    | Stefan Prein        | Honda     | 39.35.096 | 1       | 13    |
| 5    | Fausto Gresini      | Honda     | 39.35.193 | 11      | 11    |
| 6    | Adi Stadler         | JJ Cobas  | 39.35.527 | 12      | 10    |
| 7    | Loris Capirossi     | Honda     | 39.35.579 | 3       | 9     |
| 8    | Dirk Raudies        | Honda     | 39.35.816 | 5       | 8     |
| 9    | Julián Miralles     | JJ Cobas  | 39.35.880 | 9       | 7     |
| 10   | Alfred Waibel       | Honda     | 39.36.721 | 17      | 6     |
| 11   | Heinz Lüthi         | Honda     | 39.41.960 | 6       | 5     |
| 12   | Gabriele Debbia     | Aprilia   | 39.42.980 | 19      | 4     |
| 13   | Steve Patrickson    | Honda     | 39.49.243 | 18      | 3     |
| 14   | Johnny Wickström    | JJ Cobas  | 39.51.360 | 16      | 2     |
| 15   | Robin Appleyard     | Honda     | 39.51.650 | 28      | 1     |
| 16   | Hisashi Unemoto     | Honda     | 39.52.684 | 8       |       |
| 17   | Jorge Martínez      | JJ Cobas  | 39.55.457 | 10      |       |
| 18   | Robin Milton        | Honda     | 40.04.224 | 23      |       |
| 19   | Herri Torrontegui   | Honda     | 40.11.728 | 32      |       |
| 20   | Emilio Cuppini      | Honda     | 40.11.838 | 24      |       |
| 21   | Manuel Herreros     | JJ Cobas  | 40.12.296 | 21      |       |
| 22   | Flemming Kistrup    | Honda     | 40.22.331 | 30      |       |
| 23   | Ralf Waldmann       | Rotax     | 40.22.938 | 26      |       |
| 24   | Antonio Sánchez     | JJ Cobas  | 40.24.614 | 25      |       |
| 25   | Hans Koopman        | Honda     | 40.29.832 | 29      |       |
| 26   | Peter Galvin        | Honda     | 40.36.343 | 31      |       |
| 27   | Jean-Claude Selini  | Honda     | 40.41.392 | 33      |       |
| 28   | Stefan Brägger      | Aprilia   | 40.41.735 | 36      |       |
| 29   | Maurizio Vitali     | Gazzaniga | 1 giro    | 13      |       |

### Ritirati
| Pilota            | Moto      | Motivo | Griglia |
| ----------------- | --------- | ------ | ------- |
| Mike Leitner      | Honda     |        | 20      |
| Allan Scott       | Honda     |        | 15      |
| Jaime Mariano     | Honda     |        | 27      |
| Hubert Abold      | Rotax     |        | 34      |
| Manuel Hernández  | Honda     |        | 22      |
| Luis-Miguel Reyes | Gazzaniga |        | 35      |
| Kinya Wada        | Honda     |        | 7       |

### Non qualificati
| Pilota            | Moto    |
| ----------------- | ------- |
| Hervé Duffard     | Honda   |
| Peter Öttl        | Rotax   |
| Bady Hassaine     | Honda   |
| Stefan Kurfiss    | Honda   |
| Taru Rinne        | Honda   |
| Stefan Dörflinger | Aprilia |
| Stuart Edwards    | Honda   |
| Mike Stief        | Rotax   |
| Luis Alvaro       | Honda   |
| Gabriele Gnani    | Gnani   |

## Classe sidecar
L'equipaggio Alain Michel-Simon Birchall vince per la quarta volta in questa stagione; sul podio salgono anche Streuer-de Haas e Biland-Waltisperg. Quarto posto per Steve Webster-Gavin Simmons, che rimontano dopo una brutta partenza.
In classifica, a due gare dalla fine della stagione, Streuer si porta in testa con 152 punti superando Webster (149), Michel è terzo a 148 davanti a Biland a 117.

### Arrivati al traguardo (posizioni a punti)[5]
| Pos | Pilota             | Passeggero       | Moto        | Tempo     | Punti |
| --- | ------------------ | ---------------- | ----------- | --------- | ----- |
| 1   | Alain Michel       | Simon Birchall   | LCR-Krauser | 37'43"378 | 20    |
| 2   | Egbert Streuer     | Geral de Haas    | LCR-Yamaha  | +2"971    | 17    |
| 3   | Rolf Biland        | Kurt Waltisperg  | LCR-Krauser | +8"565    | 15    |
| 4   | Steve Webster      | Gavin Simmons    | LCR-Krauser | +9"440    | 13    |
| 5   | Steve Abbott       | Shaun Smith      | LCR-JPX     | +16"969   | 11    |
| 6   | Markus Egloff      | Urs Egloff       | SMS-Yamaha  | +22"028   | 10    |
| 7   | Alfred Zurbrügg    | Martin Zurbrügg  | LCR-Krauser | +27"068   | 9     |
| 8   | Yoshisada Kumagaya | Brian Houghton   | LCR-JPX     |           | 8     |
| 9   | Paul Güdel         | Charly Güdel     | LCR-Yamaha  |           | 7     |
| 10  | Theo van Kempen    | Jan Kuyt         | LCR-Krauser |           | 6     |
| 11  | Masato Kumano      | Eckart Rösinger  | LCR-TEC     |           | 5     |
| 12  | Barry Brindley     | Graham Rose      | LCR-Yamaha  |           | 4     |
| 13  | Ralph Bohnhorst    | Thomas Böttcher  | LCR-Yamaha  |           | 3     |
| 14  | Tony Wyssen        | Kilian Wyssen    | LCR-Krauser |           | 2     |
| 15  | Klaus Klaffenböck  | Christian Parzer | LCR-Yamaha  |           | 1     |